# Švédská univerzita zemědělských věd
Švédská univerzita zemědělských věd (švédsky: Sveriges lantbruksuniversitet, anglicky: The Swedish University of Agricultural Sciences) je švédská státní univerzita s hlavním sídlem ve městě Uppsala. Byla založena v roce 1977 a současné době je rozmístěna do 4 hlavních kampusů ve městech Uppsala, Umeå, Skara a Alnarp. Dělí se na 4 fakulty: Fakulta tvorby krajiny, zahradnictví a zemědělství, Fakulta přírodních zdrojů a zemědělských věd, Fakulta veterinární medicíny a Fakulta lesnická.